# Seven Sudamericano Masculino 2012
El Seven Sudamericano Masculino del 2012 se disputó por tercera vez en Brasil y estuvo organizado en conjunto por la Confederación Sudamericana de Rugby (CONSUR) y la Confederação Brasileira de Rugby (ente rector del rugby en ese país), originalmente, el seven se iba a disputar en Costa Rica. Río de Janeiro fue la anfitriona y los partidos se disputaron en el Estádio da Gávea, propiedad del Clube de Regatas do Flamengo. Para esta edición se amplió a 10 el número de participantes, además de los 8 equipos consecuentes en el seven debutaron los seleccionados representados por la Federación Ecuatoriana de Rugby y la Asociación Guatemalteca de Rugby. Algunos de los partidos fueron transmitidos por la cadena SporTV. Por primera vez en la historia del seven, Argentina no logra el título al caer derrotado en la final frente a Uruguay por 14 a 17.

## Equipos participantes
- Selección de rugby 7 de Argentina (Los Pumas)
- Selección de rugby 7 de Brasil (Los Tupís)
- Selección de rugby 7 de Chile (Los Cóndores)
- Selección de rugby 7 de Colombia (Los Tucanes)
- Selección de rugby 7 de Ecuador (Los Piqueros)
- Selección de rugby 7 de Guatemala (Los Jaguares)
- Selección de rugby 7 de Paraguay (Los Yacarés)
- Selección de rugby 7 del Perú (Los Tumis)
- Selección de rugby 7 de Uruguay (Los Teros)
- Selección de rugby 7 de Venezuela (Las Orquídeas)

## Clasificación[5]

### Grupo A

#### Posiciones
| Pos. | Equipo    | Encuentros | Encuentros | Encuentros | Encuentros | Tantos  | Tantos    | Tantos     | Puntos |
| Pos. | Equipo    | jugados    | ganados    | empatados  | perdidos   | a favor | en contra | diferencia | Puntos |
| ---- | --------- | ---------- | ---------- | ---------- | ---------- | ------- | --------- | ---------- | ------ |
| 1    | Argentina | 4          | 4          | 0          | 0          | 155     | 12        | + 143      | 12     |
| 2    | Chile     | 4          | 3          | 0          | 1          | 132     | 29        | + 103      | 9      |
| 3    | Perú      | 4          | 2          | 0          | 2          | 70      | 91        | - 21       | 6      |
| 4    | Colombia  | 4          | 1          | 0          | 3          | 44      | 128       | - 84       | 3      |
| 5    | Guatemala | 4          | 0          | 0          | 4          | 12      | 153       | - 141      | 0      |

Nota: Se otorgan 3 puntos al equipo que gane un partido, 1 al que empate y 0 al que pierda
|  | Clasificados a Semifinales de Oro |

|  | Clasificados a Semifinales de Bronce |

|  | Clasifica al partido por el 9.º puesto |

#### Resultados
| 10 de marzo 8:40 | Guatemala | 7 - 39  | Perú | Estádio da Gávea, Río de Janeiro, Brasil |  |
|                  |           | Reporte |      |                                          |  |

| 10 de marzo 9:00 | Argentina | 54 - 0  | Colombia | Estádio da Gávea, Río de Janeiro, Brasil |  |
|                  |           | Reporte |          |                                          |  |

| 10 de marzo 11:20 | Chile | 29 - 5  | Perú | Estádio da Gávea, Río de Janeiro, Brasil |  |
|                   |       | Reporte |      |                                          |  |

| 10 de marzo 12:00 | Argentina | 39 - 0  | Guatemala | Estádio da Gávea, Río de Janeiro, Brasil |  |
|                   |           | Reporte |           |                                          |  |

| 10 de marzo 14:00 | Perú | 26 - 10 | Colombia | Estádio da Gávea, Río de Janeiro, Brasil |  |
|                   |      | Reporte |          |                                          |  |

| 10 de marzo 14:20 | Guatemala | 0 - 48  | Chile | Estádio da Gávea, Río de Janeiro, Brasil |  |
|                   |           | Reporte |       |                                          |  |

| 10 de marzo 16:40 | Colombia | 5 - 45  | Chile | Estádio da Gávea, Río de Janeiro, Brasil |  |
|                   |          | Reporte |       |                                          |  |

| 10 de marzo 17:00 | Perú | 0 - 45  | Argentina | Estádio da Gávea, Río de Janeiro, Brasil |  |
|                   |      | Reporte |           |                                          |  |

| 11 de marzo 9:00 | Colombia | 29 - 5  | Guatemala | Estádio da Gávea, Río de Janeiro, Brasil |  |
|                  |          | Reporte |           |                                          |  |

| 11 de marzo 10:00 | Chile | 12 - 19 | Argentina | Estádio da Gávea, Río de Janeiro, Brasil |  |
|                   |       | Reporte |           |                                          |  |

### Grupo B

#### Posiciones
| Pos. | Equipo    | Encuentros | Encuentros | Encuentros | Encuentros | Tantos  | Tantos    | Tantos     | Puntos |
| Pos. | Equipo    | jugados    | ganados    | empatados  | perdidos   | a favor | en contra | diferencia | Puntos |
| ---- | --------- | ---------- | ---------- | ---------- | ---------- | ------- | --------- | ---------- | ------ |
| 1    | Uruguay   | 4          | 3          | 1          | 0          | 153     | 10        | + 143      | 10     |
| 2    | Paraguay  | 4          | 3          | 0          | 1          | 119     | 36        | + 83       | 9      |
| 3    | Brasil    | 4          | 2          | 1          | 1          | 105     | 43        | + 62       | 7      |
| 4    | Venezuela | 4          | 1          | 0          | 3          | 25      | 135       | - 110      | 3      |
| 5    | Ecuador   | 4          | 0          | 0          | 4          | 7       | 185       | - 178      | 0      |

Nota: Se otorgan 3 puntos al equipo que gane un partido, 1 al que empate y 0 al que pierda
|  | Clasificados a Semifinales de Oro |

|  | Clasificados a Semifinales de Bronce |

|  | Clasifica al partido por el 9.º puesto |

#### Resultados
| 10 de marzo 9:20 | Ecuador | 0 - 20  | Venezuela | Estádio da Gávea, Río de Janeiro, Brasil |  |
|                  |         | Reporte |           |                                          |  |

| 10 de marzo 9:40 | Uruguay | 19 - 0  | Paraguay | Estádio da Gávea, Río de Janeiro, Brasil |  |
|                  |         | Reporte |          |                                          |  |

| 10 de marzo 11:40 | Uruguay | 60 - 0  | Ecuador | Estádio da Gávea, Río de Janeiro, Brasil |  |
|                   |         | Reporte |         |                                          |  |

| 10 de marzo 12:20 | Brasil | 35 - 0  | Venezuela | Estádio da Gávea, Río de Janeiro, Brasil |  |
|                   |        | Reporte |           |                                          |  |

| 10 de marzo 14:40 | Venezuela | 5 - 36  | Paraguay | Estádio da Gávea, Río de Janeiro, Brasil |  |
|                   |           | Reporte |          |                                          |  |

| 10 de marzo 15:00 | Ecuador | 0 - 55  | Brasil | Estádio da Gávea, Río de Janeiro, Brasil |  |
|                   |         | Reporte |        |                                          |  |

| 10 de marzo 17:20 | Paraguay | 33 - 5  | Brasil | Estádio da Gávea, Río de Janeiro, Brasil |  |
|                   |          | Reporte |        |                                          |  |

| 10 de marzo 17:40 | Venezuela | 0 - 64  | Uruguay | Estádio da Gávea, Río de Janeiro, Brasil |  |
|                   |           | Reporte |         |                                          |  |

| 11 de marzo 9:20 | Paraguay | 50 - 7  | Ecuador | Estádio da Gávea, Río de Janeiro, Brasil |  |
|                  |          | Reporte |         |                                          |  |

| 11 de marzo 9:40 | Uruguay | 10 - 10 | Brasil | Estádio da Gávea, Río de Janeiro, Brasil |  |
|                  |         | Reporte |        |                                          |  |

## Play-off

### Semifinales

#### Semifinales de Bronce
| 11 de marzo | Perú | 33 - 5  | Venezuela | Estádio da Gávea, Río de Janeiro, Brasil |  |
|             |      | Reporte |           |                                          |  |

| 11 de marzo | Brasil | 22 - 12 | Colombia | Estádio da Gávea, Río de Janeiro, Brasil |  |
|             |        | Reporte |          |                                          |  |

#### Semifinales de Oro
| 11 de marzo | Argentina | 36 - 0  | Paraguay | Estádio da Gávea, Río de Janeiro, Brasil |  |
|             |           | Reporte |          |                                          |  |

| 11 de marzo | Uruguay | 14 - 7  | Chile | Estádio da Gávea, Río de Janeiro, Brasil |  |
|             |         | Reporte |       |                                          |  |

### Finales

#### 9.º puesto
| 11 de marzo | Guatemala | 36 - 10 | Ecuador | Estádio da Gávea, Río de Janeiro, Brasil |  |
|             |           | Reporte |         |                                          |  |

#### 7.º puesto
| 11 de marzo | Venezuela | 0 - 24  | Colombia | Estádio da Gávea, Río de Janeiro, Brasil |  |
|             |           | Reporte |          |                                          |  |

#### Final de Bronce
| 11 de marzo | Perú | 5 - 21  | Brasil | Estádio da Gávea, Río de Janeiro, Brasil |  |
|             |      | Reporte |        |                                          |  |

#### Final de Plata
| 11 de marzo | Paraguay | 0 - 31  | Chile | Estádio da Gávea, Río de Janeiro, Brasil |  |
|             |          | Reporte |       |                                          |  |

#### Final de Oro
| 11 de marzo | Argentina | 14 - 17 | Uruguay | Estádio da Gávea, Río de Janeiro, Brasil |  |
|             |           | Reporte |         |                                          |  |

| Bandera de Uruguay |
| Campeón Uruguay    |
| Primer título      |

## Posiciones finales[6]
| Posición | Selección |
| -------- | --------- |
| 1        | Uruguay   |
| 2        | Argentina |
| 3        | Chile     |
| 4        | Paraguay  |
| 5        | Brasil    |
| 6        | Perú      |
| 7        | Colombia  |
| 8        | Venezuela |
| 9        | Guatemala |
| 10       | Ecuador   |